# 大叶柯
大叶柯（学名：Lithocarpus megalophyllus）为壳斗科柯属的植物。分布于越南以及中国大陆的四川、广西、贵州、湖北、云南等地，生长于海拔900米至2,200米的地区，多生于山地杂木林中，目前尚未由人工引种栽培。

## 别名
大叶椆、大叶石栎